# Mimomyia hybrida
Mimomyia hybrida är en tvåvingeart som först beskrevs av George Frederick Leicester 1908.  Mimomyia hybrida ingår i släktet Mimomyia och familjen stickmyggor. Inga underarter finns listade i Catalogue of Life.